# Massimo Bonardi
Massimo Bonardi (Iseo, 17 marzo 1850 – Roma, 21 febbraio 1905) è stato un politico italiano, deputato alla Camera dal 1882 fino alla sua morte.

## Biografia
Fu il tredicesimo figlio di Gianmaria Bonardi e Angelina Sedaboni, fratello di:
- Carlo, caduto nella battaglia di Calatafimi;
- Giuseppe, sindaco di Brescia;
- Eugenio, segretario di Giuseppe Zanardelli e fondatore del quotidiano «La Provincia di Brescia»;
- Pietro, sindaco di Iseo dal 1892 al 1903;
- Silvio, combattente nel 2º Reggimento Volontari Italiani durante la terza guerra d'indipendenza.

Secondo una testimonianza del figlio Carlo, i genitori lo battezzarono Massimo in onore di d'Azeglio, che nel proclama di Moncalieri aveva dato nuovo vigore alle speranze dei risorgimentali. Intriso di questi ideali, in occasione della terza guerra d'indipendenza il giovane Massimo organizzò un arruolamento di studenti del suo liceo. Dopo aver falsificato un certificato di nascita, entrò in un reggimento di garibaldini del comasco, ma fu scoperto e ricondotto a casa dall'onorevole Cuzzetti, amico di famiglia.
Si laureò in Giurisprudenza a Pavia, quindi entrò nello studio di Giuseppe Zanardelli a far pratica. Si avvicinò dunque al club liberale progressista del politico bresciano che dominò le amministrazioni locali negli anni ottanta e novanta dell'Ottocento. Nel 1880, fu eletto al consiglio provinciale in rappresentanza del terzo mandamento di Brescia. In quel consesso rimarrà fino al 1895, quando venne sconfitto alle elezioni provinciali generali, per poi ritornarne nel 1899 in qualità di rappresentante del primo mandamento di Brescia. Fu anche membro della deputazione dal 28 febbraio all'8 agosto 1881 e dal 15 agosto 1882 fino a ottobre, quando si dimise dall'incarico per poter partecipare alle elezioni politiche del 1882.
In quest'occasione, le prime con lo scrutinio di lista, fu inserito nel listino che gli zanardelliani presentarono al collegio di Brescia e venne eletto con 8106 voti di preferenza, dietro allo stesso Zanardelli, a Gerardi e a Baratieri. Per il collegio bresciano venne confermato sia alle elezioni del 1886 che a quelle del 1890. A partire dalle votazioni del 1892 ritornarono i collegi uninominali: Bonardi fu scelto dagli zanardelliani a rappresentare la città, venendo confermato deputato in quell'occasione e in tutte le successive (1895, 1897, 1900, 1904).
Tra le attività parlamentari dell'onorevole si annoverano la partecipazione alla Commissione per il riparto dei collegi elettorali e il suo ingresso nella Giunta delle elezioni (1887). Fu anche commissario della legge sull'insequestrabilità degli stipendi degli impiegati di comuni e Opere Pie. Nel marzo 1888 fu contrario alla sospensione della legge sui prestiti ai comuni per la costruzione degli edifici scolastici. Alla fine dello stesso anno appoggiò la riforma del Monte Pensioni dei maestri delle scuole elementari. Nel 1891 sostenne la mozione Colombo a favore delle industrie nazionali. Fu contrario ai decreti del 9 novembre 1894 che sopprimevano tre delle quattro fabbriche d'armi nazionali, di cui una aveva sede proprio a Brescia. Nel 1897 votò a favore dell'abbandono della colonia eritrea.
In quell'anno, il gruppo parlamentare zanardelliano si avvicinò ad Antonio di Rudinì e Bonardi divenne sottosegretario all'Istruzione Pubblica nel terzo e nel quarto governo condotto dal marchese palermitano. Grazie a questo ruolo, l'anno seguente rappresentò il governo al congresso della Società Dante Alighieri, a Milano, e a quello della società geografica, a Firenze. Dopo la rivolta di Milano, Zanardelli decise di non avere più a che fare con il nuovo governo di Rudinì per cui Bonardi terminò la sua esperienza al Ministero dell'Istruzione. Con il primo governo Pelloux divenne sottosegretario al Ministero di Grazia e Giustizia, ma si dimise presto per prendere parte, con Zanardelli, alla campagna contro il progetto di legge sulla Pubblica Sicurezza.
Nel 1900, sotto la XXI legislatura fu membro della Commissione reale per i servizi marittimi e della Commissione parlamentare per i provvedimenti a favore della Basilicata. Sostenne il governo Zanardelli, non ricoprendo alcun incarico ministeriale.
Morì, improvvisamente a causa di un peggioramento delle sue condizioni di salute, il 21 febbraio 1905, mentre era a Roma per partecipare a una sessione parlamentare. Due suoi figli, Carlo e Italo, proseguirono sulle orme del padre e divennero a loro volta deputati.